# Осада Сиракуз (278 до н. э.)
Осада Сиракуз (278 до н. э.) — осада карфагенскими войсками греческого города Сиракузы на Сицилии в ходе греко-карфагенских войн.
В 278 году до н. э. карфагеняне, воспользовавшись смутами после смерти тирана Агафокла, решили снова попытаться захватить Сиракузы. С этой целью они осадили Сиракузы с суши и с моря. Сиракузяне ещё до этого отправили послов к эпирскому царю Пирру, находившемуся с войском в Италии, с просьбой о помощи от двух враждующих партий — Финиона и Сосистрата. Пирр отправился морем в Сицилию, получил помощь от Тавромения и высадился в Катане. Командующий флотом карфагенян, осаждающий Сиракузы с моря, не решился вступить в бой с царским флотом ввиду численного превосходства противника. Сухопутные войска карфагенян также отступили без боя.